# 小出邦夫
小出 邦夫（こいで くにお、1965年2月27日 - ）は、日本の裁判官、法務官僚。法務省民事局長等を経て、東京高等裁判所部総括判事、さいたま地方裁判所所長、東京高等裁判所部総括判事。

## 人物・経歴
愛知県名古屋市生まれ。1987年一橋大学法学部卒業。1989年東京地方裁判所判事補任官。最高裁判所事務総局総務局付判事補、福岡地方裁判所判事補（ニューヨーク大学ロー・スクール客員研究員）、法務省民事局付検事兼外務省条約局外務事務官、外務省在オランダ日本国大使館一等書記官、法務省民事局参事官を経て、2007年東京高等裁判所判事。2010年法務省民事局民事第二課長。2012年法務省民事局総務課長。2015年法務省大臣官房会計課長。2017年法務省大臣官房司法法制部長。2019年法務省民事局長。2021年東京高等裁判所部総括判事。2023年さいたま地方裁判所長。2025年東京高等裁判所部総括判事。

## 著書
- 『一問一答 新しい国際私法 : 法の適用に関する通則法の解説』（編著）商事法務 2006年
- 『逐条解説 法の適用に関する通則法』（編著）商事法務 2009年、増補版2014年